# کلیسای جامع سامتاویسی

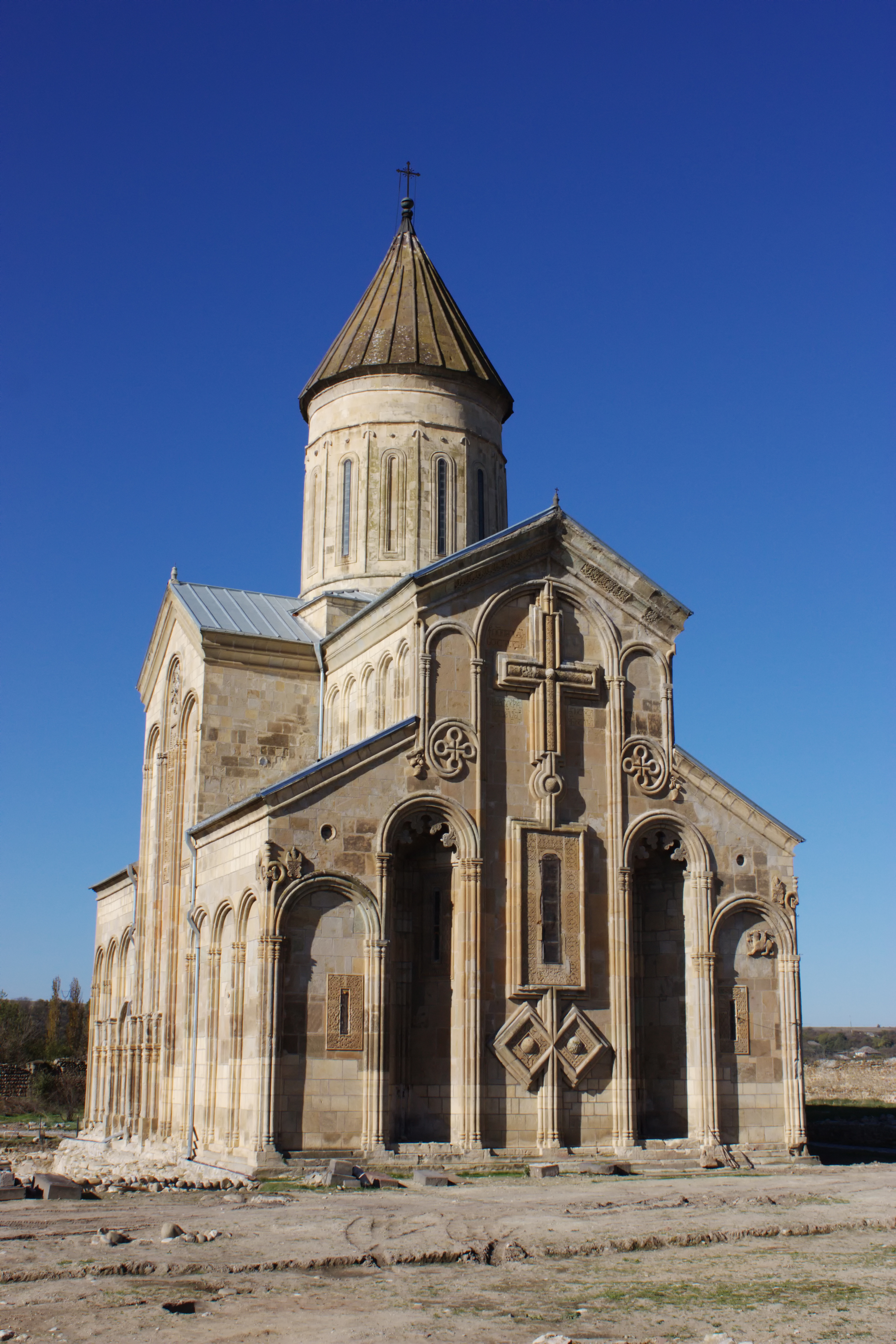
کلیسای جامع سامتاویسی، ۲۵ نوامبر ۲۰۱۰

سامتاویسی (گرجی: სამთავისი) یک کلیسای جامع ارتدکس گرجی در شرق گرجستان در منطقه شیدا کارتلی، حدود ۴۵ کیلومتری شمال پایتخت تفلیس است که در سده یازدهم میلادی ساخته شد. این کلیسا در دوران شکوفایی هنری و تزئینی در معماری گرجی ساخته شد.

## تاریخ
این کلیسا در ساحل چپ رودخانهٔ لخورا، حدود ۱۱ کیلومتری شهر کاسپی واقع شده‌است. بنا به سنت گرجی، این کلیسا در سال ۵۷۲ به‌دست مبلغ آشوری، ایسیدور بنا شد و سپس‌تر در سده دهم میلادی بازسازی شد. با این وجود، هیچ‌کدام از آن بناها سالم نمانده‌اند. ابتدایی‌ترین سازهٔ موجود، به سدهٔ یازدهم بر می‌گردد. همان‌طور که یک سنگ‌نوشته که اکنون از دست رفته نشان می‌دهد، عمارت اصلی کلیسا در سال ۱۰۳۰ ساخته شد. کلیسا به‌دست یک راهب و معمار ماهر، هیلاریون ساخته شد. کلیسا به دست مجموعه‌ای از زمین‌لرزه‌ها به شدت آسیب دید و گنبد، بخش‌هایی از دیوار غربی و ستون‌ها فرو ریختند. بنا به سنگ‌نوشتهٔ نمای غربی بالای پنجره، که نوشته «سازندهٔ دوم معبد، دختر شاه شاهان و همسر آمیلاخور، گایانه است»، بخش‌هایی از کلیسا در سده‌های ۱۵ و ۱۶ میلادی بازسازی شدند. دودمان اشرافی گرجی، آمیلاخواری نقش مهمی در تاریخچهٔ کلیسا بازی کردند. در سده نوزدهم، به‌دست معمار، ریپاردی، زمانی که بخش‌هایی از نقاشی‌های دیواری از بین رفتند بازسازی شد.